# Выборы в Народное собрание Республики Ингушетия (2003)
Выборы депутатов Народного Собрания Республики Ингушетия третьего созыва состоялись в Ингушетии 7 декабря 2003 года. Выборы проходили по смешанной избирательной системе (17 депутатов избирались по партийным спискам, 17 - по округам). Для попадания в Народное Собрание партиям необходимо преодолеть 5%-й барьер. Срок полномочий Народного Собрания третьего созыва — пять лет.
В республике в список было внесено 157 056 избирателей. Явка составила 56,01 %.

### Изменения законодательства
С 2003 года согласно федеральному законодательству России на выборах законодательных органов власти субъектов РФ не менее 50% депутатов должны избираться по партийным спискам. Численность Народного Собрания Ингушетии была увеличена с 21 до 34 депутатов, из них 17 избирались по партийным спискам, остальные 17 - от округов: по одному одномандатному и двухмандатному, по двум трёхмандатным и четырёхмандатным.
Выборы были назначены на 7 декабря 2003 года, одновременно с выборами депутатов Государственной Думы Федерального Собрания Российской Федерации IV созыва.

### Участники
Примерно за два года до выборов в Ингушетии сменился президент республики. Ушедший в отставку Руслан Аушев сохранил некоторое влияние, на выборах его сторонники группировались вокруг "Российской партии мира". Действующий глава республики Мурат Зязиков пользовался поддержкой "Единой России". Всего было выдвинуто 8 списков, зарегистрировано 6 (в скобках указаны лидеры списка):
- Российская партия жизни (Исса Костоев, депутат Совета Федерации РФ)
- Народная партия Российской Федерации (помощник-советник Президента Ингушетии Муса Оздоев)
- Яблоко (первый заместитель руководителя Администрации Президента Ингушетии Зялимхан Евлоев)
- Единая Россия (секретарь политсовета ингушского респ. отделения партии Мухарбек Аушев)
- Российская партия мира (вице-спикер Народного собрания Магомет-Сали Аушев)
- Партия возрождения России (вице-спикер Народного собрания Магомет Тумгоев) - 4 декабря отказалась от участия в выборах

Не были зарегистрированы списки Социал-демократической и Республиканской партий. По округам выдвинуто 156 кандидатов (от Партии жизни - 3, "Яблоко" - 5, Народной партией - 15, Партией возрождения - 2, остальные 133 в порядке самовыдвижения).

### Результаты
Официальные результаты выборов:
«Единая Россия» - 31 775 голосов (36,31%, 7 мандатов)
Российская партия мира -  16 711 (19,09%, 3 мандата)
Российская Партия жизни - 15 736 (17,98%, 3 мандата)
«Яблоко» - 9507 (10,86%, 2 мандата)
Народная партия РФ - 7303 (8,34%, 2 мандата)
Официально объявленные результаты выборов вызвали скандал и обвинения в фальсификации. 26 декабря 2003 г. председатель Центризбиркома России Александр Вешняков заявил, что по предварительным данным в Ингушетии (как и в Чечне) на выборах в Госдуму проголосовало на 11% больше избирателей, чем внесено в список. Претензии к составлению списков были интерпретированы в прессе как свидетельство о масштабных фальсификациях. До подведения итогов Российская партия мира поспешила заявить о своей победе, затем заявила о масштабной фальсификации. В Верховный суд Ингушетии были направлены иски о признании недействительными результатов голосования на отдельных избирательных участках.
По округам победило 2 представителя партии жизни, 1 кандидат от партии "Яблоко" и 14 самовыдвиженцев.